# Irene Bertschek

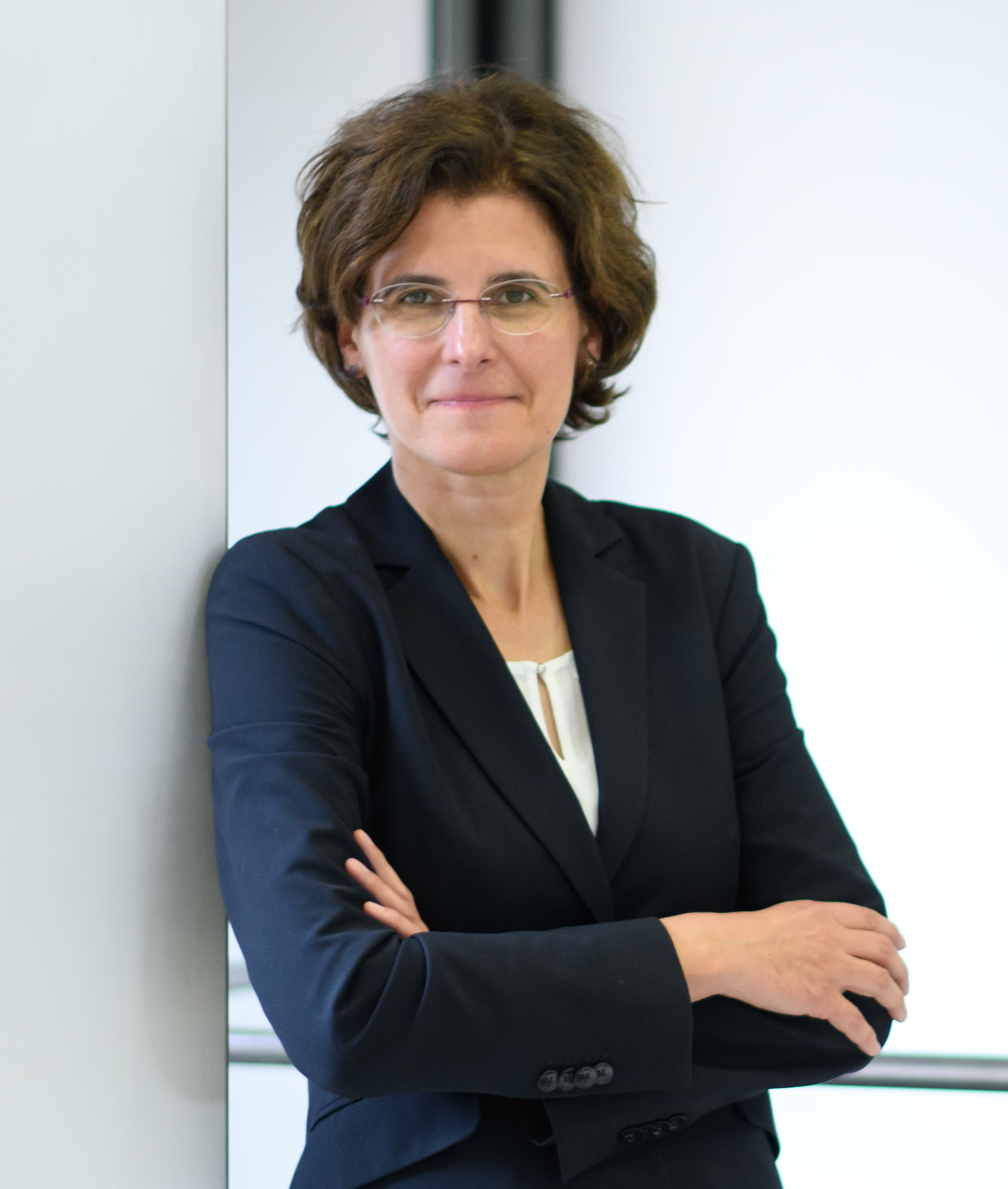
Irene Bertschek 2020

Irene Bertschek (* 1966 in Rheinstetten) ist eine deutsche Hochschullehrerin an der Universität Gießen, wo sie eine Professur für Ökonomie der Digitalisierung innehat. 
Sie ist Leiterin des ZEW-Forschungsbereichs „Digitale Ökonomie“ am ZEW – Leibniz-Zentrum für Europäische Wirtschaftsforschung in Mannheim und seit August 2025 Vorsitzende der Expertenkommission Forschung und Innovation (EFI) der Bundesregierung. Von 2022 bis 2025 war sie Mitglied im Zukunftsrat des Bundeskanzlers.

## Werdegang
Bertschek absolvierte ein Studium der Volkswirtschaftslehre an der Universität Mannheim, welches sie 1992 mit Diplom abschloss, sowie ein Masterstudium an der Université catholique de Louvain in Belgien (Master of Arts in Economics, 1991). Studienschwerpunkte waren Ökonometrie und Industrieökonomik. Im Rahmen des European Doctoral Program in Quantitative Economics folgten Stationen am Centre de Recherche en Économie et Statistique (CREST-INSEE) in Paris, an der Humboldt-Universität zu Berlin und am Institut de Statistique der Université catholique de Louvain-la-Neuve in Belgien. 1996 schloss sie ihre Promotion mit einer Dissertation mit dem Thema „Semiparametric Analysis of Innovative Behaviour“ an der Université catholique de Louvain ab.
Seit 1999 ist Bertschek am ZEW Mannheim tätig und leitet dort seit 2001 den Forschungsbereich Digitale Ökonomie (vormals Forschungsbereich Informations- und Kommunikationstechnologien).
Von 2011 bis 2017 war sie Professorin für Angewandte Empirische Wirtschaftsforschung an der Universität Mannheim. 2017 wechselte sie auf die Professur für Ökonomie der Digitalisierung an der Justus-Liebig-Universität Gießen.
Im Mai 2019 wurde sie in die Expertenkommission Forschung und Innovation (EFI) berufen. Seit 2022 war sie deren stellvertretende Vorsitzende. Von 2022 bis 2025 war sie Mitglied im Zukunftsrat des Bundeskanzlers. Im August 2025 wurde sie zur Vorsitzenden des Gremiums gewählt.

## Forschung
Bertscheks Forschungsinteressen umfassen industrieökonomische Aspekte der Digitalisierung, insbesondere die Auswirkungen der Digitalisierung auf Innovation, Produktivität und Arbeitsorganisation in Unternehmen, die Bedeutung sozialer Medien für den Unternehmenserfolg, digitale Märkte und Plattformen. Methodisch bilden dabei die empirische Analyse auf Grundlage von Unternehmensdaten sowie die angewandte Mikroökonometrie den Schwerpunkt.

## Publikationen (Auswahl)
- Irene Bertschek, Michael Polder und Patrick Schulte (2019), ICT and Resilience in Times of Crisis: Evidence from Cross-Country Micro Moments Data, Economics of Innovation and New Technology 28(8), S. 759–74.
- Irene Bertschek, Daniel Cerquera und Gordon J Klein (2013), More Bits - More Bucks? Measuring the Impact of Broadband Internet on Firm Performance, Information Economics and Policy 25(3), S. 190–203.
- Irene Bertschek und Ulrich Kaiser (2004), Productivity Effects of Organizational Change: Microeconometric Evidence, Management Science 50(3), S. 394–404.
- Irene Bertschek und Michael Lechner (1998), Convenient Estimators for the Panel Probit Model, Journal of Econometrics 87(2), S. 329–71.
- Irene Bertschek (1995), Product and Process Innovation as a Response to Increasing Imports and Foreign Direct Investment, The Journal of Industrial Economics, S. 341–57.